# Wim Quint
Willem Henricus Maria (Wim) Quint (Den Haag, 7 oktober 1911 – Hilversum, 20 september 1983) was een Nederlands programmamaker bij de Katholieke Radio Omroep (KRO).
Na de Kweekschool voor onderwijzers gaat hij werken in het lager onderwijs. Hij is een toegewijd amateur toneelspeler en schrijft gedichten. Aan het eind van de jaren dertig debuteert hij met zijn poëzie in het KRO-programma van Alex van Waijenburg, Onder de vleugelen van de nacht.
Na de bevrijding verlaat hij het onderwijs om voor Herrijzend Nederland met Van Waijenburg te kunnen werken aan programma’s voor de zieken. In 1946 komt hij in dienst van de KRO. Naast zijn werk voor het ziekenprogramma De Zonnebloem maakt hij reportages, werkt hij mee aan hoorspelen en verzorgt hij religieuze uitzendingen. Hij raakt ook betrokken bij de jeugdprogramma’s.
In 1948 wordt hij daarvan de chef. Voor de verschillende leeftijdsgroepen zet hij rubrieken op. Vooral De Wigwam is zeer bekend geworden (1300 uitzendingen!). Het Radioprentenboek haalt zelfs 15 jaargangen. Tegelijk redigeert hij De Zonnepit, het programma voor jeugdige zieken. Enige jaren verzorgt hij de kinderpagina van de Katholieke Radiogids.
In 1953 is hij een van de vier presentatoren van Beurzen open, dijken dicht, het programma dat geld inzamelt voor de slachtoffers van de watersnoodramp. In 1955 wordt hij hoofd amusement, maar na twee jaar keert hij terug bij de jeugdafdeling. Na 1965 vallen ook de jeugdprogramma’s van de KRO-televisie onder zijn leiding. Het Kinderzangfestival wordt na een aantal radiojaren op televisie voortgezet.
In 1973 moet Quint om gezondheidsredenen zijn werkzaamheden bij de KRO neerleggen. Hij overlijdt in 1983 op 71-jarige leeftijd.